# Bayernhymne
Il Bayernhymne (Inno della Baviera) è l'inno ufficiale dello Stato Libero di Baviera.

La melodia fu scritta nel 1835 da Max Kunz. Le prime tre strofe originali furono scritte da Michael Öchsner. Sia Kunz che Öchsner furono membri del Bürger-Sänger-Zunft (Corporazione dei Cantanti Cittadini) di Monaco di Baviera. Tale corporazione intonò l'inno per la prima volta il 15 dicembre 1860.

Nel 1946, il poeta Joseph Maria Lutz scrisse una nuova terza strofa in sostituzione della cosiddetta Strofa del Re (Königsstrophe). Tutto ciò fu fatto poiché la Baviera era priva di un monarca già dal 1918, anno in cui abdicò Re Ludovico III di Baviera. Inoltre, nella prima strofa, Lutz rimpiazzò Deutsche Erde (terra tedesca) con Heimaterde (suolo nativo).

Nel 1946, il brano fu ufficialmente riconosciuto quale inno nazionale bavarese, e il 29 luglio 1966, il poi Primo Ministro di Baviera, Alfons Goppel, scelse la versione scritta da Joseph Maria Lutz quale versione ufficiale.
Nel 1980, il Primo Ministro di Baviera Franz Josef Strauß, modificò la versione ufficiale per comprendere le prime due strofe e ripristinò Deutsche Erde al posto dell'Heimaterde.
Il brano, come molti inni nazionali, contiene molte rappresentazioni simboliche, include ripetute allusioni ai colori bianco e blu, ossia i colori nazionali bavaresi.

## Versione attuale ufficiale
(Secondo il bollettino del Primo Ministro Bavarese del 18 luglio 1980)
| Tedesco Gott mit dir, du Land der Bayern, deutsche Erde, Vaterland! Über deinen weiten Gauen ruhe seine Segenshand! Er behüte deine Fluren, schirme deiner Städte Bau Und erhalte dir die Farben seines Himmels, weiß und blau! Gott mit dir, dem Bayernvolke, dass wir, uns'rer Väter wert, fest in Eintracht und in Frieden bauen uns'res Glückes Herd! Dass mit Deutschlands Bruderstämmen einig uns ein jeder schau und den alten Ruhm bewähre unser Banner, weiß und blau! | Italiano Dio sia con te, Terra di Baviera, suolo tedesco, Patria! Sulle tue ampie regioni si poggi la Sua benedetta mano! Protegga i tuoi prati, e gli edifici delle tue città e preservi i colori del Suo cielo, bianco e blu! Dio sia con te, Popolo di Baviera, che, col valore dei nostri padri, in armonia e pace costruiamo il nostro futuro! Che con fratellanza tedesca ognuno, uniti, ci possa vedere e l'antico onore mantenga la nostra bandiera, bianca e blu! |

## Varianti

### Versione del 1946 a cura di Joseph Maria Lutz
| Tedesco Gott mit dir, du Land der Bayern, Heimaterde, Vaterland! Über deinen weiten Gauen Walte seine Segenshand! Er behüte deine Fluren, schirme deiner Städte Bau Und erhalte dir die Farben seines Himmels, weiß und blau! Gott mit uns, dem Bayernvolke, Wenn wir, unsrer Väter wert, Stets in Eintracht und in Frieden Bauen unsres Glückes Herd; Daß vom Alpenland zum Maine Jeder Stamm sich fest vertrau' Und die Herzen freudig eine Unser Banner, weiß und blau! Gott mit uns und Gott mit allen, Die der Menschen heilig Recht Treu beschützen und bewahren Von Geschlechte zu Geschlecht. Frohe Arbeit, frohes Feiern, Reiche Ernten jedem Gau, Gott mit dir, du Land der Bayern Unterm Himmel, weiß und blau! | Italiano Dio sia con te, Terra di Baviera, suolo nativo, Patria! Sulla tua ampia area domini la Sua benedetta mano! Protegga i tuoi prati, e gli edifici delle tue città e per te, conservi i colori del suo cielo, bianco e blu! Dio sia con noi, Popolo di Baviera, che, degno dei nostri padri, possa, in costante armonia e pace, costruire la nostra fortuna! Che dalle Alpi al Meno ogni tribù si possa fidare, e i nostri cuori possano unire, la nostra Bandiera, bianca e blu! Dio sia con noi e con tutti che protegga il santo Diritto degli Uomini e fedelmente lo preservi di generazione in generazione. Felici nel lavoro e nella celebrare, ricco raccolto in ogni campo. Dio sia con te, Terra di Baviera sotto il cielo, bianco e blu! |

### Versione del 1860 tratta dal poema di Michael Öchsner
| Tedesco Für Bayern Gott mit dir, du Land der Bayern, Deutsche Erde, Vaterland! Über deinen weiten Gauen Ruhe deine Segenshand! Er behüte deine Fluren, Schirme deiner Städte Bau Und der Himmel dir erhalte Seine Farben – Weiß und Blau. Gott mit dir, dem Bayernvolke, Daß wir unsrer Väter wert, fest in Eintracht und in Friede bauen unseres Glückes Herd; Daß der Freund da Hilfe finde, Wehrhaft uns der Gegner schau, Wo die Rauten-Banner wehen, Unsre Farben – Weiß und Blau! Gott mit ihm, dem Bayern-König, Vater Max aus Wittelsbach! Über seinem Hause wölbe Sich des Himmels schirmend Dach! Gott erhalte uns den Herrscher, Volkes-Glück in jedem Gau, Reine Sitte, deutsche Treue, Ew'ge Farben – Weiß und Blau. | Italiano Per la Baviera Dio sia con te, Terra di Baviera, suolo tedesco, Patria! Sulla tua ampia area poggia la Tua benedetta mano! Protegga i tuoi prati, e gli edifici delle tue città e conservi, per te, i colori del suo cielo - bianco e blu! Dio sia con te, Popolo di Baviera, che, col valore dei nostri padri, in armonia e pace costruiamo il nostro futuro; che l'amico trovi aiuto, ed il nemico, fortificazioni, ove la bandiera rombata sventoli, i colori - bianco e blu! Dio sia con lui, il Re di Baviera, Padre Max di Wittelsbach! Sopra le arcate della sua casa il tetto del cielo splendente! Dio conservi, per noi, il Sovrano, fortuna del Popolo in ogni luogo, pure abitudini, fedeltà tedesca, colori eterni – bianco e blu. |

### Versione più recente a cura di Michael Öchsner
| Tedesco Für Bayern Gott mit dir, du Land der Bayern, Deutsche Erde, Vaterland! Über deinen weiten Gauen walte deine Segenshand! Er behüte deine Fluren, Schirme deiner Städte Bau Und erhalte dir die Farben Seines Himmels – Weiß und Blau! Gott mit dir, dem Bayernvolke, Daß wir, unserer Väter werth, Fest in Eintracht und in Frieden Bauen unseres Glückes Herd! Daß mit Deutschlands Bruderstämmen [Variante: Daß in Not und in Gefahren] Einig uns der Gegner schau Und den alten Ruhm bewähre Unser Banner – weiß und blau. Gott mit ihm, dem Bayern-König! Segen über sein Geschlecht! Denn mit seinem Volk in Frieden Wahrt er dessen heilig Recht. Gott mit ihm, dem Landesvater! Gott mit uns in jedem Gau! Gott mit dir, du Land der Bayern, Deutsche Heimat – weiß und blau! | Italiano Per la Baviera Dio sia con te, Terra di Baviera, suolo tedesco, Patria! Sulla tua ampia area domini la Tua benedetta mano! Protegga i tuoi prati, e gli edifici delle tue città e conservi, per te, i colori del suo cielo - bianco e blu! Dio sia con te, Popolo di Baviera, che, col valore dei nostri padri, in armonia e pace costruiamo il nostro futuro! Che con fratellanza tedesca unità, ai nemici, mostriamo e l'antico onore mantenga la nostra Bandiera, bianca e blu. Dio sia con lui, il Re di Baviera! Benedica la sua generazione! Poiché col suo Popolo in Pace preservi il sacro Diritto. Dio sia con lui, Sovrano! Dio sia con noi, in ogni luogo! Dio sia con te, Terra di Baviera, Patria tedesca – bianca e blu! |

### Versione repubblicana della terza strofa
| Tedesco Gott mit uns und Gott mit allen, die der Menschen Heilig Recht treu behüten und bewahren von Geschlechte zu Geschlecht! Gott mit dem, der Recht und Frieden uns bewahrt in jedem Gau! Gott mit dir, du Land der Bayern deutsche Heimat – weiß und blau! | Italiano Dio sia con noi e con tutti, del Popolo della Santa Legge che fedelmente protegge e preserva di generazione in generazione! Dio sia con coloro, a chi Legge e Pace preseva per noi in ogni luogo! Dio sia con te, Terra di Baviera Patria tedesca - bianca e blu! |

## Collegamenti
- Inno della Baviera eseguito dalla Banda Musicale della Polizia Bavarese (Musikkorps der Bayerischen Polizei)[collegamento interrotto] (tratto dal Sito ufficiale del Governo dello Stato Libero di Baviera)
- Sito ufficiale del Parlamento Bavarese[collegamento interrotto] (in Tedesco, include audio)